# Turnia nad Kopalnią
Turnia nad Kopalnią – grupa skał na wzniesieniu Nad Kopalnią w miejscowości Jaroszowiec, w województwie małopolskim, w powiecie olkuskim, w gminie Klucze. Taką nazwę podaje mapa Geoportalu. W rzeczywistości jest to grupa skał. P. Haciski w przewodniku wspinaczkowym podaje nazwę Skały nad Kopalnią, wspinacze skalni zaś opisują poszczególne skały jako Turnia nad Kopalnią I, Turnia nad Kopalnią II, Turnia nad Kopalnią III, Turnia nad Kopalnią IV i Turnia nad Kopalnią V. 
Nazwa skał pochodzi od nieczynnego i zalesionego wyrobiska kopalni rudy żelaza i cementowni „Klucze”. Turnie nad Kopalnią są miejscem wspinaczki skalnej. Do 2019 roku wspinacze poprowadzili na nich 14 dróg wspinaczkowych (w tym jeden projekt) o trudności od V do VI.5 w skali krakowskiej. Skały mają wysokość 10-18 m, ściany połogie, pionowe lub przewieszone z filarami i zacięciami.  Wszystkie drogi mają stałe punkty asekuracyjne (ringi, ringi zjazdowe, stanowiska zjazdowe).
W skałach Turni Nad Kopalnią znajdują się 4 jaskinie lub schroniska: Jaskinia Jaroszowska, Schronisko na Zapleczu, Schronisko nad Kamieniołomem, Szczelina Jaroszowska.

## Drogi wspinaczkowe

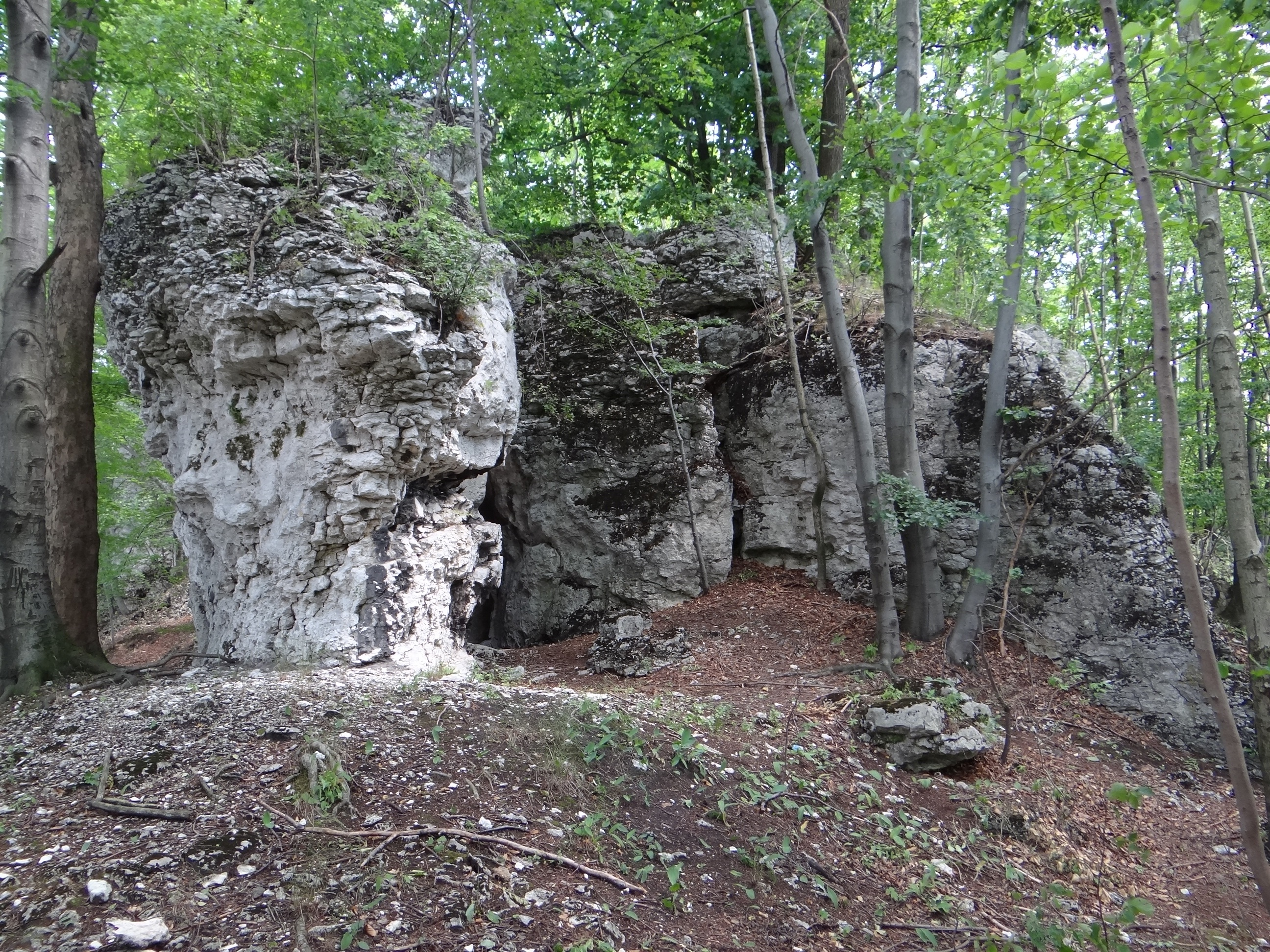
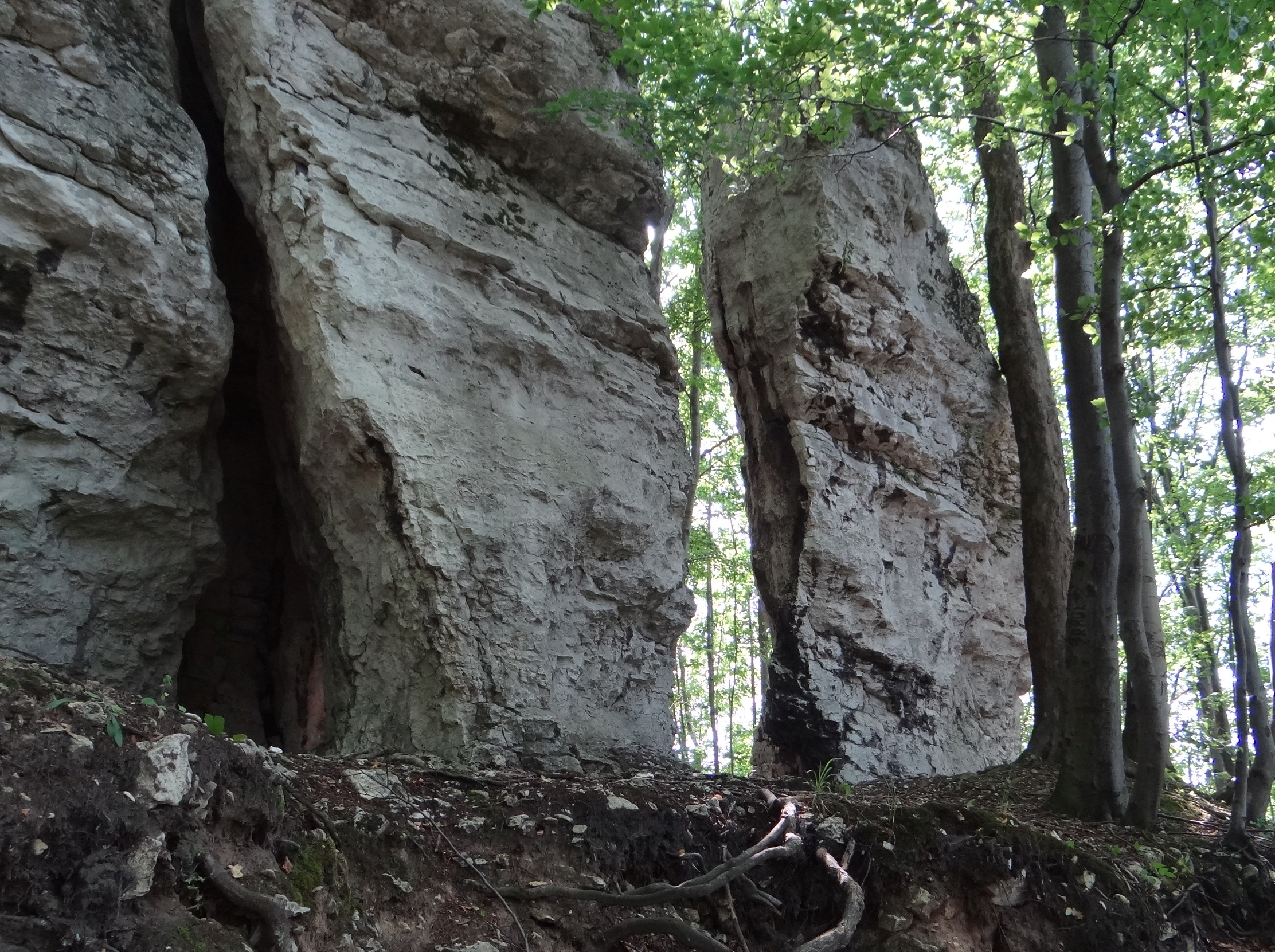
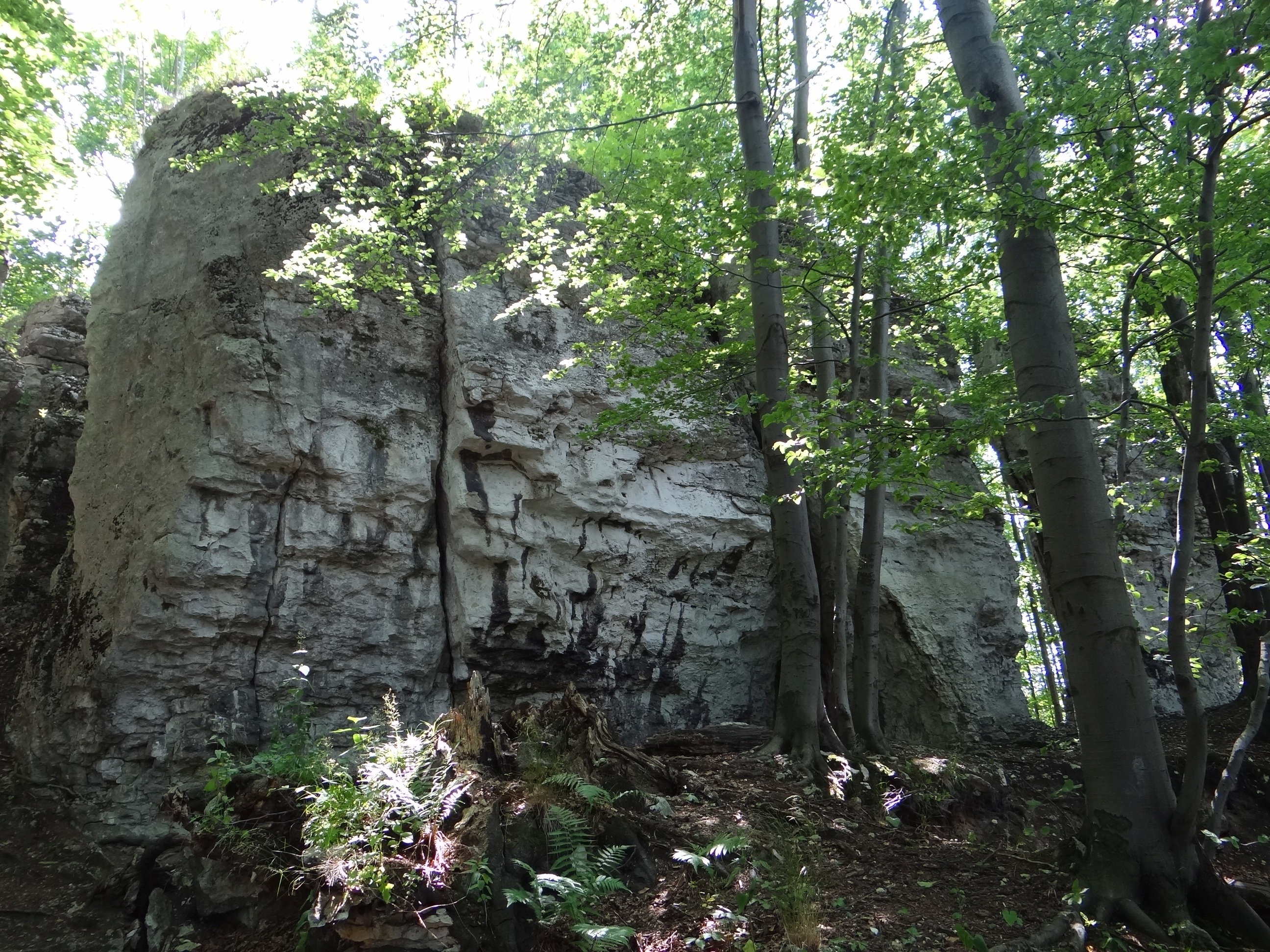
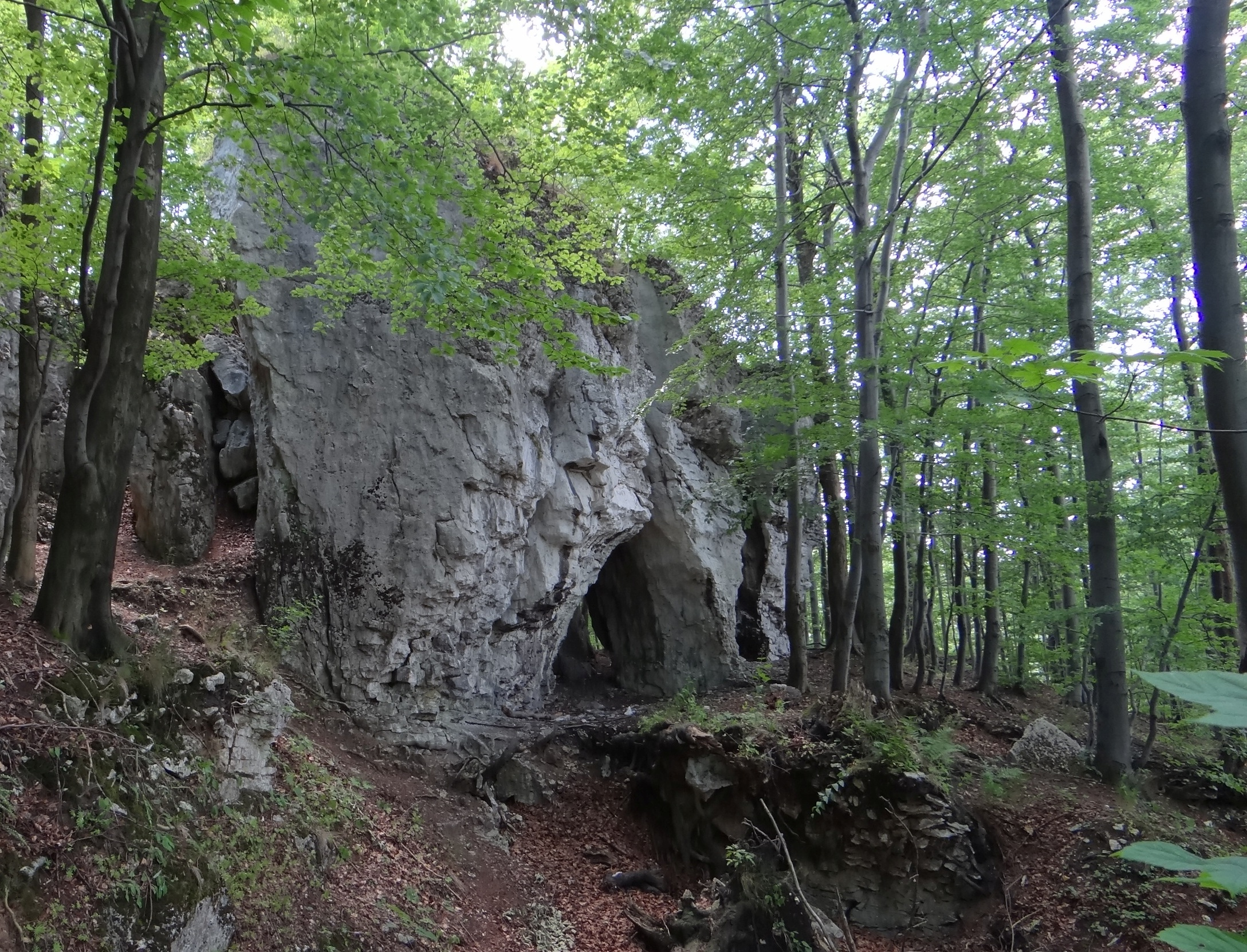
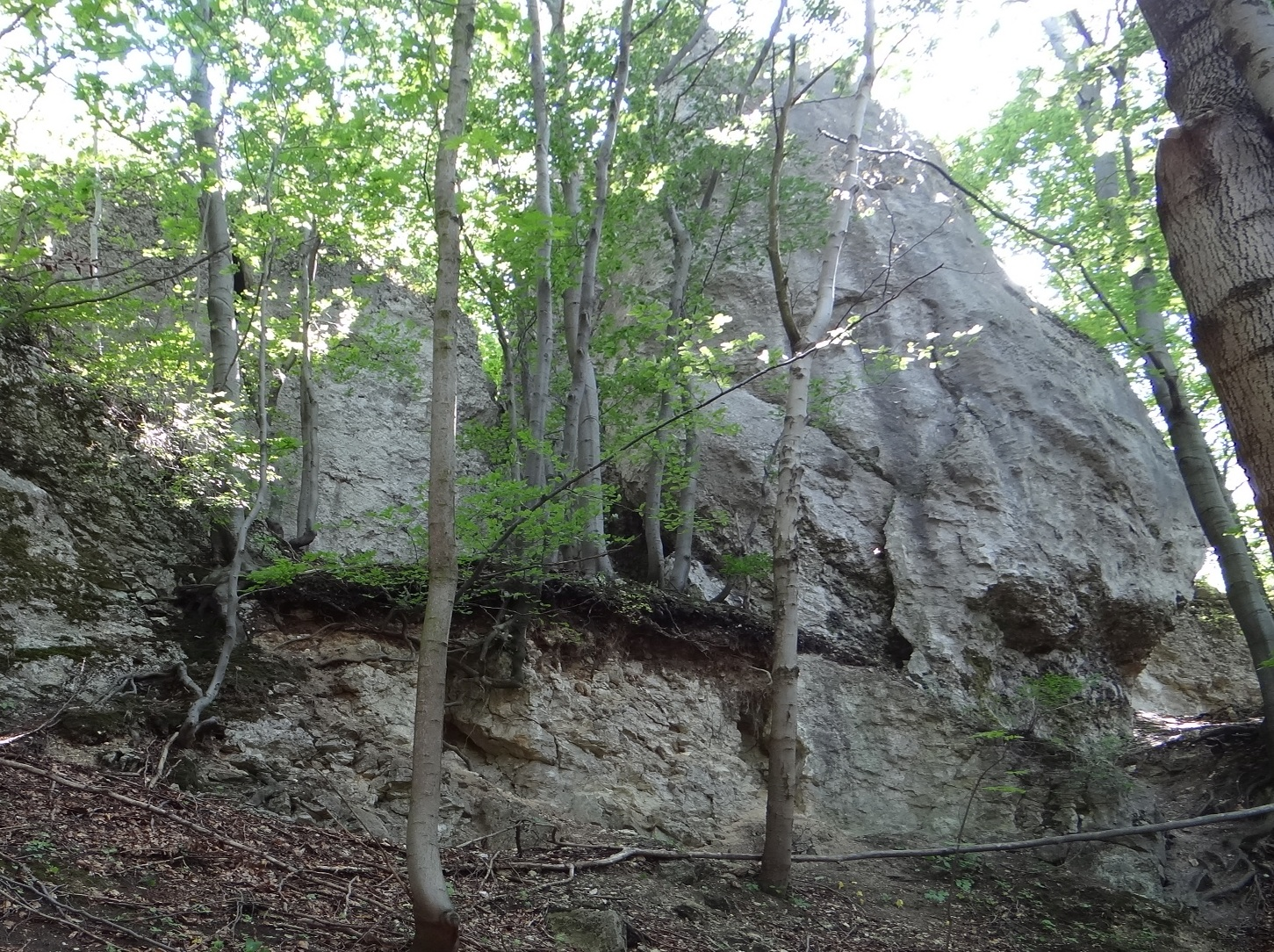
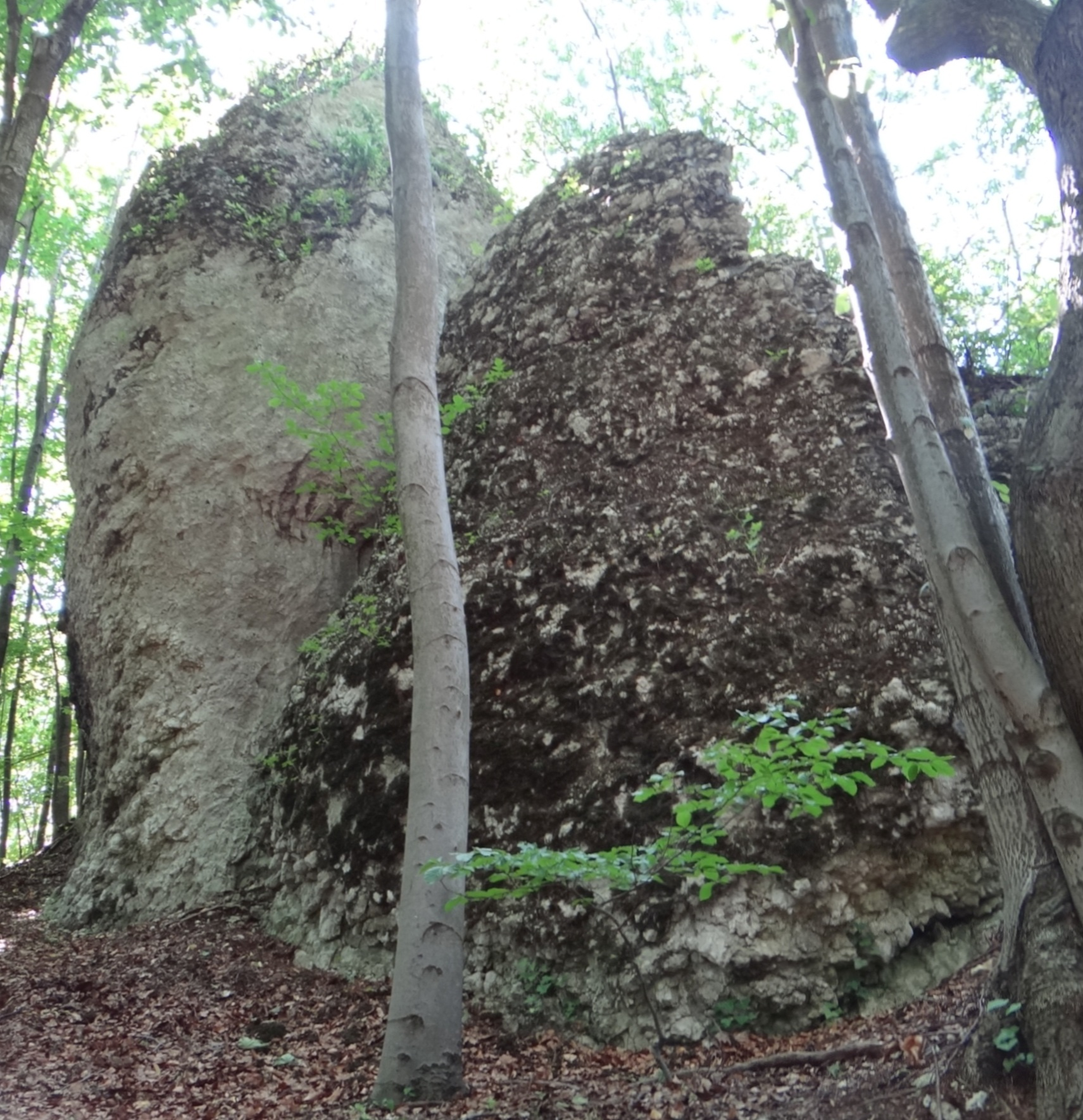

- Turnia nad Kopalnią I:
  - Wychowanie fizyczne; VI.5,
  - Drżące ciało; VI.4,
  - Jaroszowiec nie je, VI.1+,
- Turnia nad Kopalnią II:
  - Jaroszowiec nie je, VI.1+,
  - Gimnastyka korekcyjna; VI.4,
  - Bez trudności, VI.1+,
- Turnia nad Kopalnią III:
  - Projekt,
- Turnia nad Kopalnią IV:
  - Płytka zagadka, VI.1+,
  - Waż w co grasz; VI.2+,
- Turnia nad Kopalnią V:
  - Waż w co grasz; VI.2+,
  - Czyń lub giń, VI.2+,
  - Owca cała; VI.2,
  - Syty wilk; VI.3+,
  - Wycoff; VI.+[3].